# The Dictator (film, 1922)
Pour les articles homonymes, voir The Dictator.
Pour plus de détails, voir Fiche technique et Distribution.
The Dictator est un film muet américain  réalisé par James Cruze et sorti en 1922.
C'est une comédie dramatique sur le thème de la révolution mexicaine. Il a été tourné à San Diego.

## Synopsis
Poursuivi par un chauffeur de taxi pour une course impayée, le fils d'un millionnaire, Brooke Travers, se cache sur un bateau à vapeur, et se retrouve en route vers l'Amérique du Sud, où il est pris dans une révolution. Brooke tombe amoureux de Juanita, puis apprend qu'elle est la fille du leader de la révolution et l'ennemie de son père. Bien que les intérêts commerciaux de son père contrôlent le pays, Brooke aide les forces révolutionnaires à remporter la victoire, et finit par gagner le respect de son père.

## Fiche technique
- Réalisation : James Cruze
- Scénario : Walter Woods d'après la pièce The Dictator de Richard Harding Davis de 1904[2]
- Producteurs : Adolph Zukor, Jesse Lasky
- Photographie : Karl Brown
- Genre:  Aventure, Comédie[3]
- Distributeur : Paramount Pictures
- Durée : 6 bobines
- Date de sortie : 
  - États-Unis : 22 juin 1922

## Distribution

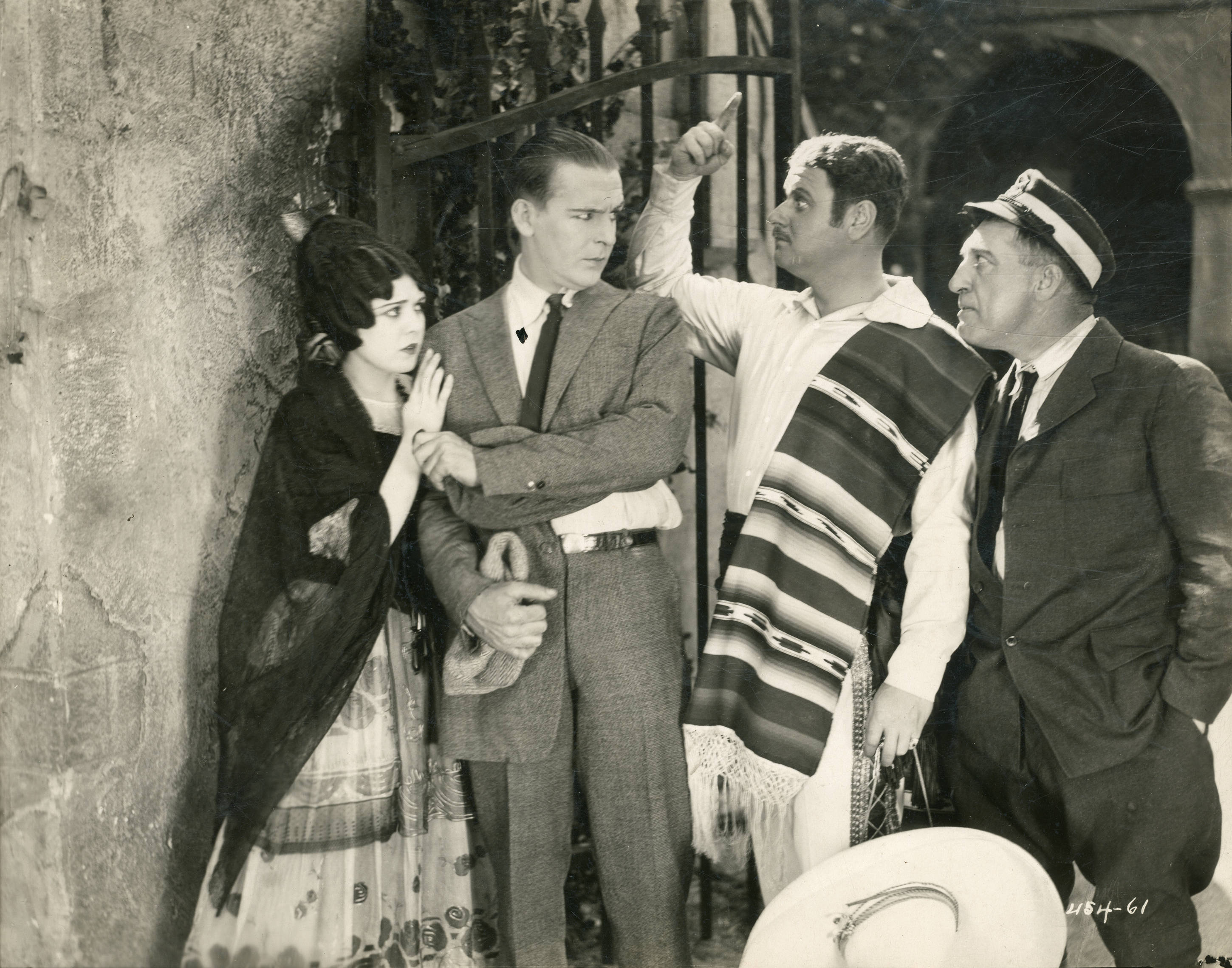
Une scène du film.

- Wallace Reid : Brooke Travers
- Theodore Kosloff : Carlos Rivas
- Lila Lee : Juanita
- Kalla Pasha : General Campos
- Sidney Bracey : Henry Bolton
- Fred J. Butler : Sam Travers
- Walter Long : Mike 'Bigg' Dooley
- Alan Hale : Sabos

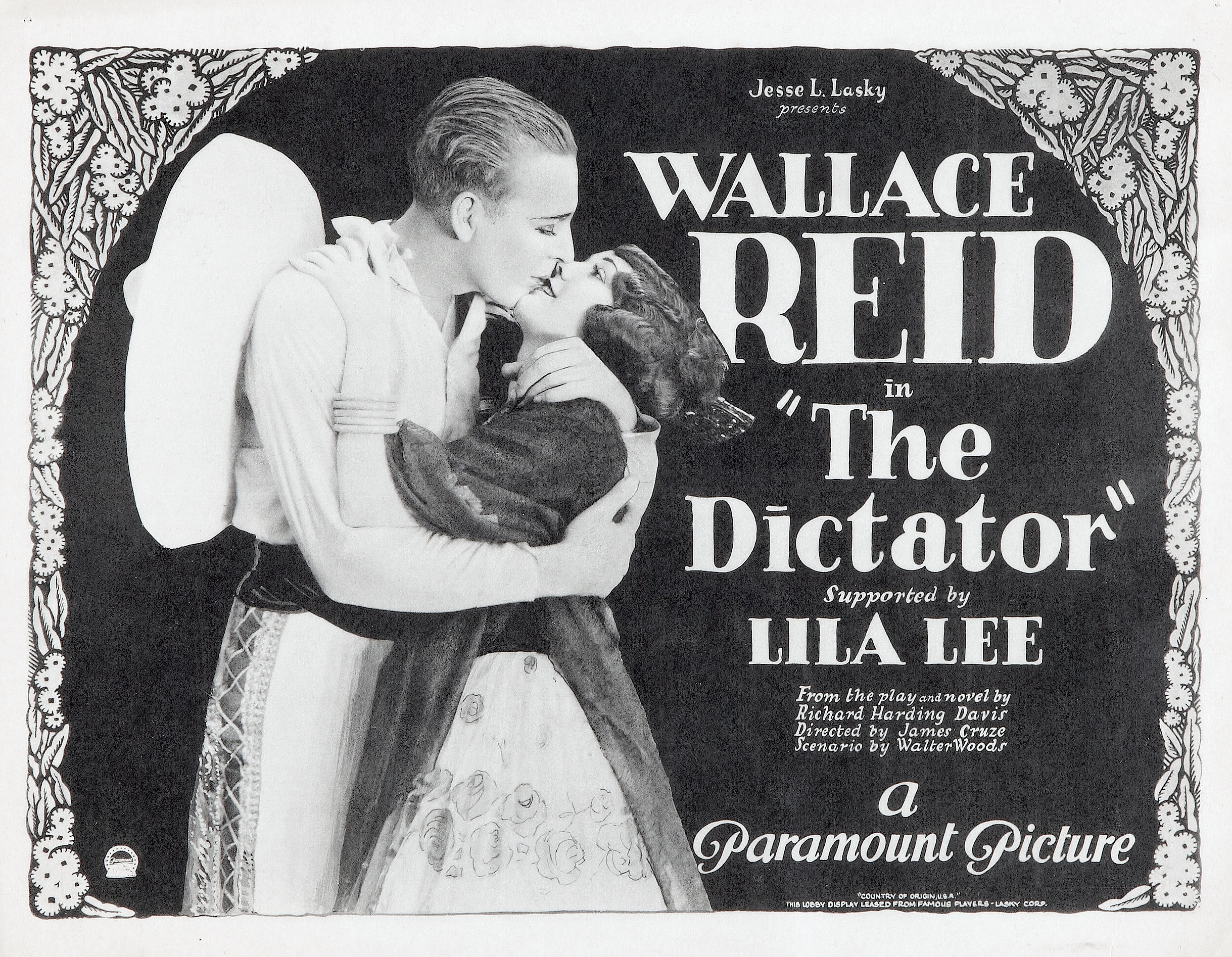
Lobby card du film.
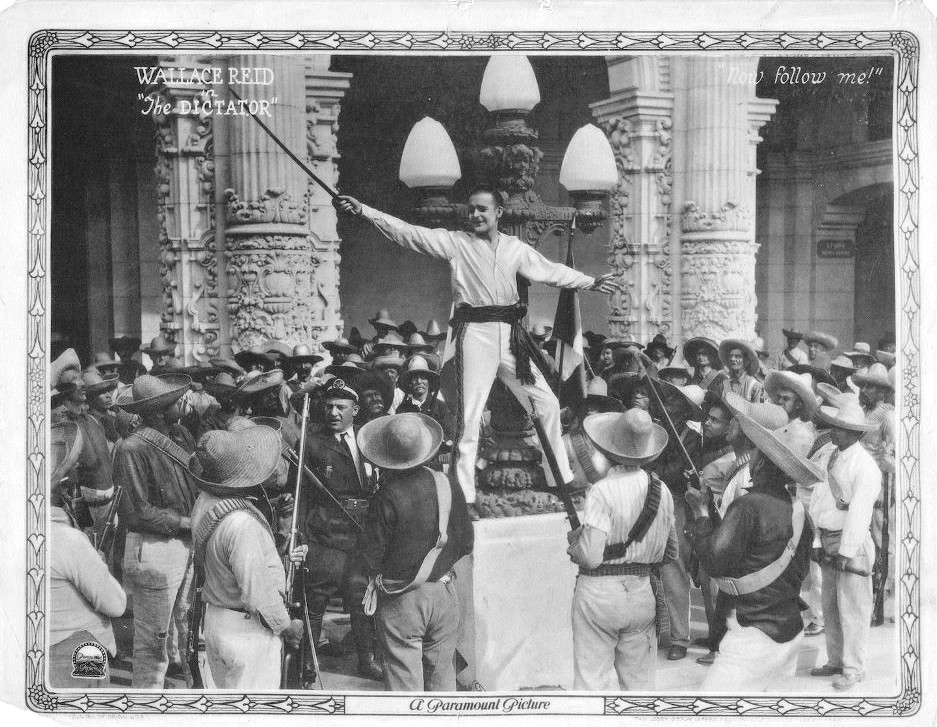
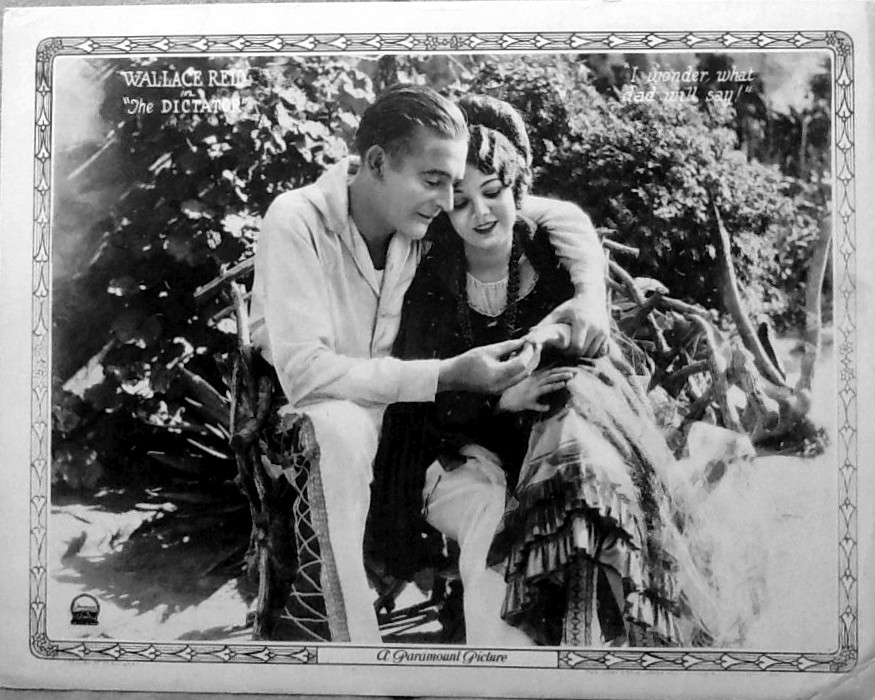
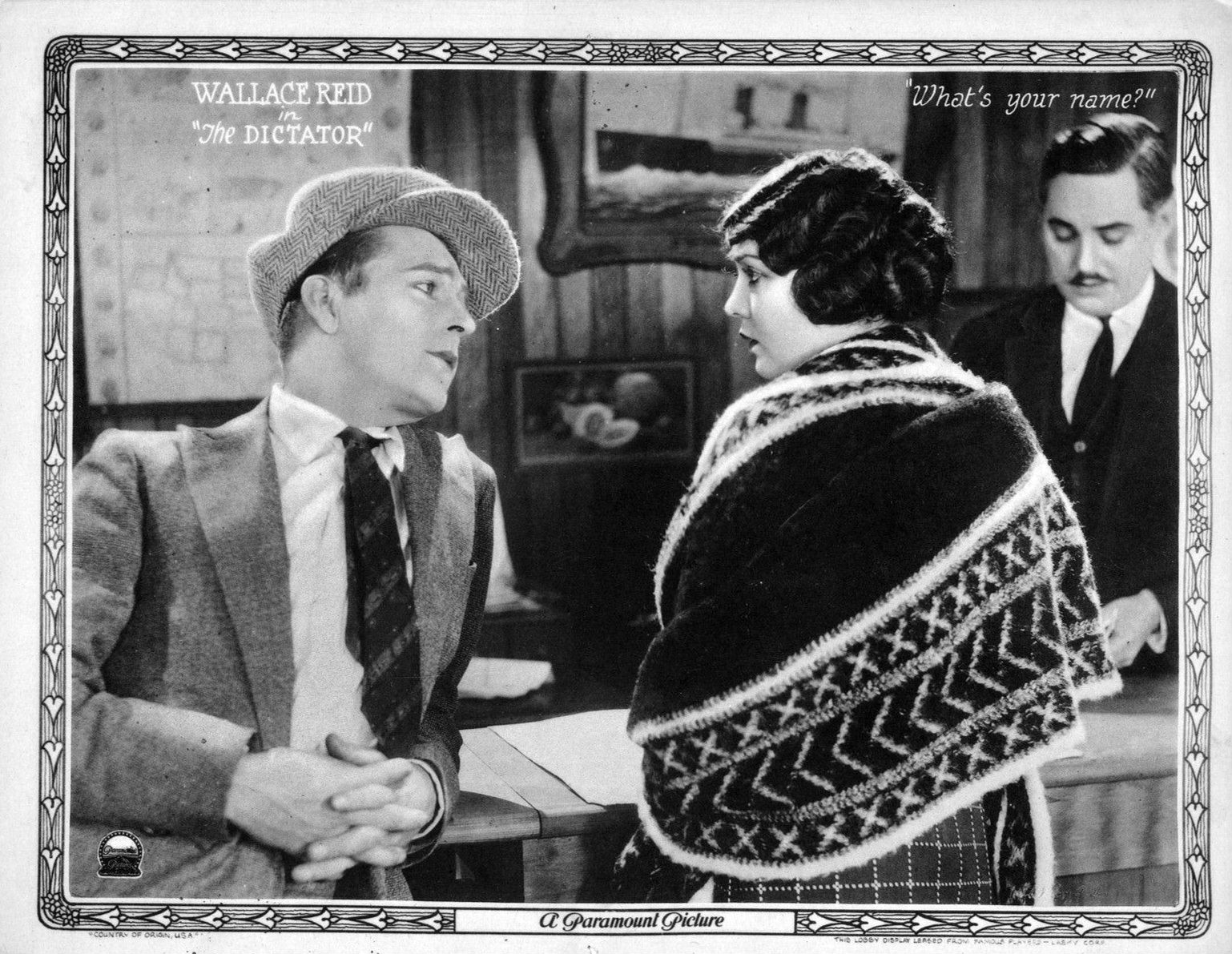